# Open de Moselle 2006
Open de Moselle 2006 — тенісний турнір, що проходив на кортах з твердим покриттям у місті Мец, Франція з 2 жовтня . Належав до категорії ATP International Series, був турніром серії Moselle Open 2006 року.

## Фінальна частина

### Одиночний розряд
Новак Джокович —  Юрген Мельцер 4–6, 6–3, 6–2

### Парний розряд
Рішар Гаске /  Фабріс Санторо —  Юліан Ноул /  Юрген Мельцер 3–6, 6–1, [11–9]